# Agnodiké
Agnodiké nebo Agnodice (4. století př. n. l.) je postava legend, které je přisuzováno, že byla první lékařkou, porodní bábou a gynekoložkou ve starověkých Athénách. Její příběh zaznamenal Gaius Iulius Hyginus ve své učebnici Fabulae. Ačkoli se obecně nepovažuje za reálnou historickou postavu, její příběh byl často používán jako precedens pro ženy vykonávající babictví nebo lékařství, nebo jako argument proti oběma těmto činnostem.
Podle Hygina Agnodiké studovala lékařství u Hérofila a pracovala jako lékařka v Athénách, převlečená za muže, protože ženám byla tehdy lékařská praxe zapovězena. Jak rostla její oblíbenost u pacientek, konkurenční lékaři ji obvinili, že svádí athénské ženy. Byla souzena a její pravé pohlaví bylo odhaleno před soudní porotou, když nadzvedla svůj oděv (gesto známé ve starověkém Řecku jako anasyrma). Jako žena byla obviněna z nezákonného provozování lékařské praxe, ale athénské ženy se jí zastávaly a chválily ji za její účinnou léčbu. Byla zproštěna viny a zákon zakazující ženám praktikovat lékařství byl v Athénách zrušen.

## Životopis
Podle Hygina, Agnodiké žila ve starověkých Athénách, kde měly ženy zakázáno studovat lékařství. Aby se mohla lékařství naučit, ostříhala si vlasy a vydávala se za muže. Studovala u Hérofila v Alexandrii. Jako vystudovaná lékařka se snažila pomáhat rodícím ženám, které cítily ponížení nebo rovnou odmítaly konzultovat svůj stav s lékaři-muži. V jednom případě, Agnodiké odhalila své pohlaví a bylo jí dovoleno ženu léčit. Jiní lékaři, kteří začali na Agnodiké žárlit pro její úspěchy ji obvinili, že svádí své pacientky. Během soudu na Areopágu, zvedla svůj oděv, aby ukázala, že je žena. Byla obviněna z porušení zákona, který zakazoval ženám provozovat lékařskou praxi, ale manželky významných Athéňanů, které léčila, se jí zastaly. V reakci na to byl zákon změněn tak, aby ženy mohly vykonávat lékařskou praxi.

## Historická doložitelnost
Moderní badatelé obecně pochybují o tom, že Agnodiké byla skutečnou historickou postavou. Problémy s přijetím Agnodiké jako historické postavy zahrnují otázky ohledně její datace a nevěrohodnost Hyginova tvrzení, že v Athénách před Agnodiké nebyly žádné „porodní báby”, když literární a epigrafické důkazy ukazují, že porodní báby byly známy. Hyginus tvrdí, že Agnodiké vyučoval medicíně „jistý Hérofilus” – obecně ztotožňovaný s Hérofilem z Chalkédónu, antickým lékařem známým svými pracemi v oblasti gynekologie, jemuž se připisuje objev vaječníků. Pokud by tomu tak bylo, Agnodiké by žila na konci 4. nebo na počátku 3. století př. n. l.
Příběhy podobné tomu Agnodiké lze nalézt v různých kontextech, včetně dalších příběhů o zobrazování ženského těla v řecko-římské kultuře i ve starověkém Středomoří, západní lidové či světové etnografii. Interpretace příběhu se liší podle toho, zda do popředí stavíme vazby na antickou lékařskou praxi, nebo na výtvarné artefakty mimo literární kánon.
Ti, kdo věří, že Agnodiké byla reálná historická postava, dospěli ke dvěma odlišným závěrům vysvětlujícím nedostatek porodních bab v Athénách před ní. První teorie říká, že před Agnodiké žádné porodní báby neexistovaly. Alternativně bylo navrženo, že porodní báby existovaly již dříve, ale jejich praxe byla zákonem zakázána. Tato druhá teorie byla postupem času rozpracována, přičemž Kate Hurd-Mead v roce 1938 jako první navrhla, že ženám bylo zakázáno vykonávat lékařskou praxi, protože byly obviněny z provádění potratů, což je interpretace příběhu, která nemá žádné opodstatnění a kterou opakují některé moderní feministické historičky o ženách v medicíně, jako například Margaret Alic.

## Lékařky ve starověkém Řecku
Hyginus v úvodu svého textu říká, že „staří neměli porodní báby”, avšak na konci příběhu se svobodné ženy mohou učit lékařství. To ponechává otevřenou otázku, zda má být Agnodiké první porodní bábou, nebo první lékařkou. Nancy Demand tvrdila, že v Hippokratově době si některé porodní báby zvýšily své postavení tím, že pracovaly po boku lékařů-mužů. Nicméně obtížnost určení data, kdy se příběh o Agnodiké odehrává, znamená, že jej nelze s tímto argumentem spojit. Mimo tento příběh existují doklady nejen o porodních bábách ve starověkém Řecku, ale také o lékařkách, které mohly léčit všechny pacienty, a ne pouze ženy a děti.

## Vliv na ženy v lékařství
Příběh o Agnodiké byl od 16. století využíván jako precedens pro různé genderové možnosti v lékařské profesi. Zatímco někteří se zaměřili jen na tvrzení o porodnictví v úvodní větě, kdy tvrdili, buď že muži byli porodníky dříve než ženy, nebo že ženy byly porodními bábami jako první, jiní se soustředili na to, co se Agnodiké měla naučit od Hérofila, což byla spíše medicína než porodnictví. Byla tedy využita jak ve vrcholném období mužského porodnictví v 18. století, tak v boji žen o vstup do lékařské profese v 19. století.
Elizabeth Cellier, „papežská porodní bába” 17. století, se stavěla do pozice moderní Agnodiké. Ačkoli se Agnodiké objevuje v seznamu „Kdo co objevil/vynalezl”, je představována spíše jako někdo, kdo překlenuje propast mezi znalostmi lékařů-mužů a předáváním těchto znalostí ženám, které se stydí ukázat své tělo muži. Jiní však berou příběh Agnodiké jako negativní příklad: August Kinsley Gardner například v roce 1851 přednesl přednášku, v níž tvrdil, že „za mnoho století…doslova nedošlo k žádnému zlepšení”, kdy porodnictví bylo ženskou profesí, a přirovnal Agnodiké k potratářce 19. století Madame Restell.